# Agogo güiro

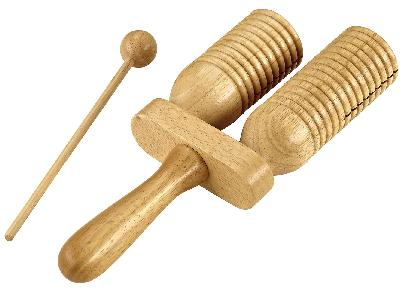
Agogo güiro

Un agogo güiro o agogo de madera es un instrumento de percusión idiófono. Este consiste, usualmente, en un par de pequeños tubos hechos de madera, cada uno de diferente tamaño, que producen diferentes tonos. Estos tubos son tocados con una baqueta y tienen la superficie acanalada para doblar como rascador. Originalmente propuesto por Martin Cohen de Latin Percussion, imitando al agogo brasileño y al güiro latino, este instrumento es también manufacturado con un tubo sencillo o con tres tubos. 